# Tony Drago/Erfolge

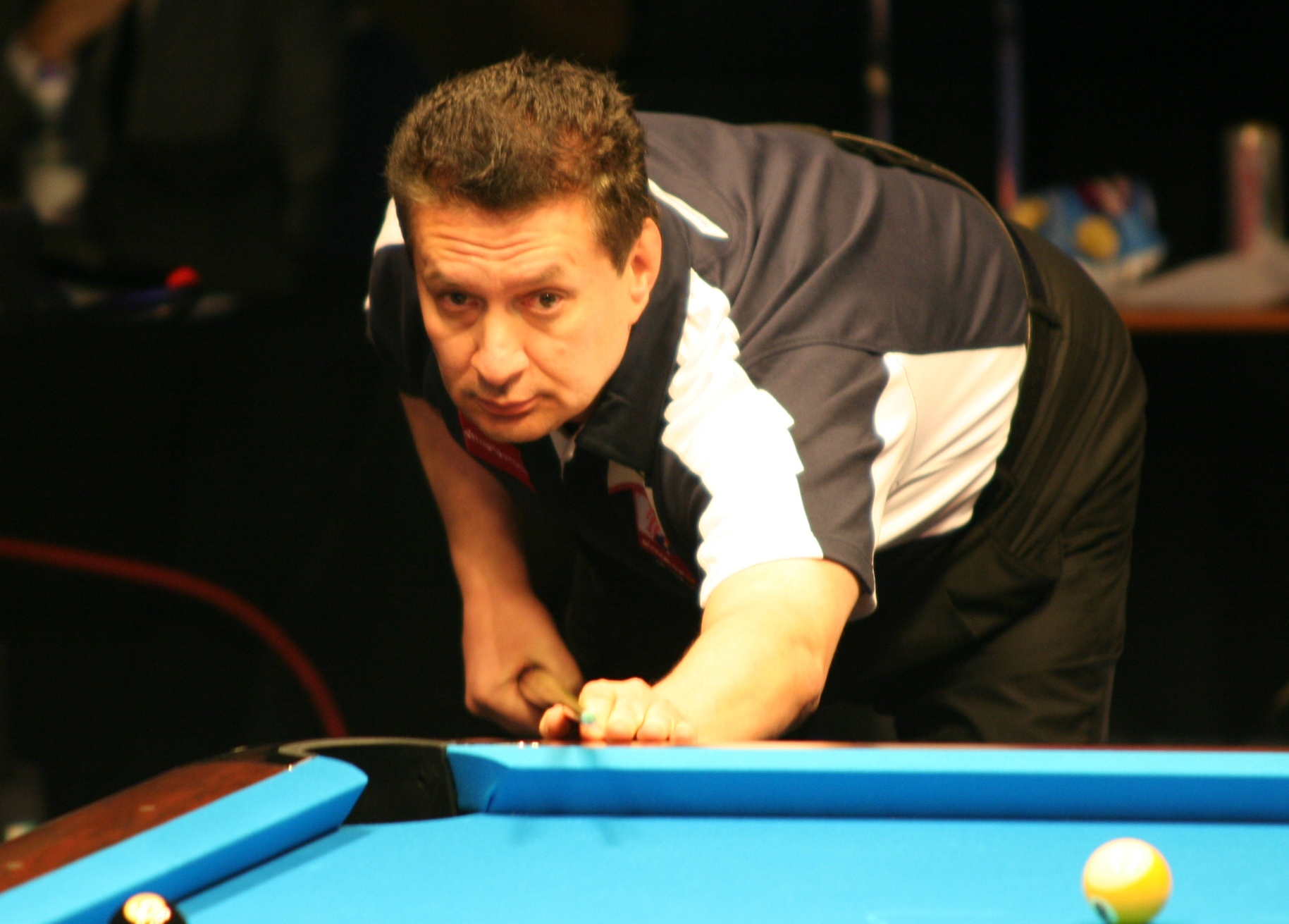
Drago beim Mosconi Cup 2008

Diese Liste führt die Erfolge des Billardspielers Tony Drago auf. Der Malteser Drago war von 1985 bis 2008 und von 2009 bis 2016 im Snooker Profispieler und konnte in dieser Zeit sowie als Amateur  mehrere Endspiele erreichen. Weitere Finalteilnahmen gelangen ihm bei Poolbillardturnieren.
Geboren auf Malta, stieg Drago schon als Jugendlicher zu einem der führenden Snookerspieler des Inselstaates auf. Nach seiner Entdeckung durch Vic Harris zog es ihn nach England, wo er seine Fähigkeiten verbessern konnte. Im Anschluss an einige Erfolge als Amateur wurde er 1985 Profispieler. Zwar zog der äußerst schnell spielende Drago die Aufmerksamkeit der Snooker-Welt auf sich, doch eine mangelhafte mentale Stärke verhinderte große Erfolge. Die kommenden zwanzig Jahre verbrachte er zwar in der erweiterten Weltspitze, doch über Platz 10 der Weltrangliste kam er nie hinaus. So gewann er auch nur einige, vergleichsweise unwichtige Turniere. Ab Ende der 2000er-Jahre kämpfte Drago mal mit mehr, mal mit weniger Erfolg gegen einen stets drohenden Verlust des Profistatus. Nach bereits einer Saison als Amateur 2008/09 verlor er 2016 endgültig seinen Profistatus. Danach zog er sich vom Snooker weitgehend zurück, wie auch vom Poolbillard, in dem er zwischen 2003 und 2015 einige Erfolge hatte erzielen können.

## Ranglistenpositionen und Erfolge bei der Triple Crown
Diese Liste zeigt die Ranglistenpositionen von Tony Drago während seiner Karriere im Snooker und das Abschneiden in den Triple-Crown-Turnieren, wobei die jeweiligen Ausgaben der Turniere sowie die jeweiligen Weltranglisten verlinkt sind.
| Turnier                          | 1985/ 86 | 1986/ 87 | 1987/ 88 | 1988/ 89 | 1989/ 90 | 1990/ 91 | 1991/ 92 | 1992/ 93 | 1993/ 94 | 1994/ 95 | 1995/ 96 | 1996/ 97 | 1997/ 98 | 1998/ 99 | 1999/ 2000 | 2000/ 01 | 2001/ 02 | 2002/ 03 | 2003/ 04 | 2004/ 05 | 2005/ 06 | 2006/ 07 | 2007/ 08 | 2008/ 09 | 2009/ 10 | 2010/ 11 | 2011/ 12 | 2012/ 13 | 2013/ 14 | 2014/ 15 | 2015/ 16 | Gesamt TS / TN |
| -------------------------------- | -------- | -------- | -------- | -------- | -------- | -------- | -------- | -------- | -------- | -------- | -------- | -------- | -------- | -------- | ---------- | -------- | -------- | -------- | -------- | -------- | -------- | -------- | -------- | -------- | -------- | -------- | -------- | -------- | -------- | -------- | -------- | -------------- |
| \| Weltrangliste WRL \| AP EP \| | –        | 37       | 32       | 20       | 30       | 30       | 22       | 24       | 20       | 16       | 14       | 15       | 11       | 10       | 20         | 26       | 29       | 28       | 24       | 22       | 36       | 51       | 68       | –        | –        | 54 46    | 46 65    | 65 82    | 82 88    | 88 98    | 98 94    | Gesamt TS / TN |
| Triple-Crown-Turniere            |          |          |          |          |          |          |          |          |          |          |          |          |          |          |            |          |          |          |          |          |          |          |          |          |          |          |          |          |          |          |          |                |
| UK Championship                  | R2       | VF       | R1       | R1       | R2       | R2       | VF       | R2       | AF       | R2       | R2       | AF       | R2       | R1       | R2         | R2       | AF       | R2       | R2       | R1       | QR       | QR       | QR       | –        | QR       | QR       | QR       | QR       | R1       | R2       | R1       | 0 / 30         |
| Masters                          | –        | –        | –        | –        | –        | –        | –        | –        | –        | R1       | AF       | R1       | AF       | VF       | –          | –        | –        | –        | –        | –        | –        | –        | –        | –        | –        | –        | –        | –        | –        | –        | –        | 0 / 5          |
| Weltmeisterschaft                | QR       | QR       | VF       | QR       | R1       | QR       | R1       | R1       | QR       | AF       | AF       | R1       | AF       | AF       | R1         | R1       | QR       | AF       | QR       | R1       | QR       | QR       | QR       | –        | QR       | QR       | QR       | QR       | QR       | QR       | QR       | 0 / 30         |
| Weltrangliste WRL                | AP EP    |          |          |          |          |          |          |          |          |          |          |          |          |          |            |          |          |          |          |          |          |          |          |          |          |          |          |          |          |          |          |                |

| Legende | Legende                               |
| ------- | ------------------------------------- |
| S       | Sieger                                |
| F       | Finalist                              |
| HF      | Halbfinalist                          |
| VF      | Viertelfinalist                       |
| AF      | Achtelfinalist                        |
| LX      | Niederlage in der Runde der letzten X |
| RX      | Niederlage in Runde X                 |
| WR      | Niederlage in der Wildcardrunde       |
| QR      | Niederlage in der Qualifikation       |
| NQ      | Nicht qualifiziert                    |
| –       | nicht teilgenommen                    |
| –       | keine Weltranglistenplatzierung       |
| n. a.   | nicht ausgetragen                     |
| k. R.   | keine Rangliste                       |
| TS / TN | Turniersiege / Teilnahmen             |
| AP      | Ranglistenposition am Saisonbeginn    |
| EP      | Ranglistenposition am Saisonende      |

## Übersicht über die einzelnen Finalteilnahmen
Drago erreichte in seiner Karriere zusammengenommen 43 Endspiele, doch er konnte nur knapp ein Drittel dieser Finalspiele auch gewinnen.

### Snooker
Bei professionellen wie auch bei nicht professionellen Snookerturnieren erreichte Drago insgesamt 21 Mal ein Endspiel, wobei er nur acht Mal gewinnen konnte.

#### Ranglistenturniere
Drago erreichte in seiner Karriere nur ein Mal das Endspiel eines Ranglistenturnieres, also eines Turnieres mit vollem Einfluss auf die Weltrangliste, und verlor dieses dazu noch.
| Ergebnis | Jahr | Turnier            | Gegner im Finale | Endstand |
| -------- | ---- | ------------------ | ---------------- | -------- |
| Finalist | 1997 | International Open | Stephen Hendry   | 1:9      |

#### Minor-Ranking-Turnieren
Bei Minor-Ranking-Turnieren, also Turnieren mit deutlich geringerem Einfluss auf die Weltrangliste, zog Drago ein Mal in ein Endspiel ein und gewann dieses auch.
| Ergebnis | Jahr | Turnier                      | Gegner im Finale | Endstand |
| -------- | ---- | ---------------------------- | ---------------- | -------- |
| Sieger   | 1993 | Strachan Challenge – Event 3 | Ken Doherty      | 9:7      |

#### Einladungsturniere
Drei weitere Endspiele erreichte Drago bei Einladungsturnieren, was Turniere sind, die keinen Einfluss auf die Weltrangliste haben und für die man eine Einladung zum Teilnehmen braucht. Eines dieser Endspiele konnte Drago gewinnen.
| Ergebnis | Jahr | Turnier           | Gegner im Finale | Endstand |
| -------- | ---- | ----------------- | ---------------- | -------- |
| Finalist | 1994 | Malta Grand Prix  | John Parrott     | 6:7      |
| Sieger   | 1996 | Guangzhou Masters | Steve Davis      | 6:2      |
| Finalist | 1996 | Malta Grand Prix  | Nigel Bond       | 3:7      |

#### Non-Ranking-Turniere
Bei Non-Ranking-Turniere, im Prinzip weniger exklusive Einladungsturniere, stand Drago bei vier Gelegenheiten im Endspiel, konnte aber nie siegen.
| Ergebnis | Jahr | Turnier                           | Gegner im Finale | Endstand |
| -------- | ---- | --------------------------------- | ---------------- | -------- |
| Finalist | 1989 | Pontins Professional              | Darren Morgan    | 2:9      |
| Finalist | 1991 | World Masters – Einzel der Herren | Jimmy White      | 6:10     |
| Finalist | 1993 | European Challenge                | Stephen Hendry   | 3:5      |
| Finalist | 1995 | WPBSA Minor Tour – Event 5        | David Roe        | 3:6      |

#### Snooker-Teamwettbewerbe
Bei Team-Wettbewerben im Snooker erreichte Drago dreimal ein Endspiel, einmal beim professionellen World Cup, zweimal bei der EBSA European Team Championship auf Amateurebene. Nur eines dieser Endspiele konnte sein Team gewinnen.
| Ergebnis | Jahr | Turnier                          | Teampartner                   | Gegner im Finale                    | Endstand |
| -------- | ---- | -------------------------------- | ----------------------------- | ----------------------------------- | -------- |
| Finalist | 1989 | World Cup                        | Silvino Francisco Dene O’Kane | Steve Davis Jimmy White Neal Foulds | 8:9      |
| Finalist | 2015 | EBSA European Team Championships | Brian Cini                    | Michael Judge Robert Murphy         | 3:5      |
| Sieger   | 2019 | EBSA European Team Championships | Duncan Bezzina                | Mateusz Baranowski Tomasz Skalski   | 4:2      |

#### Amateurturniere
Drago war darüber hinaus auch auf der Amateurebene erfolgreich. Von mindestens neun Endspielen bei wichtigen Turnieren konnte er fünf gewinnen.
| Ergebnis | Jahr | Turnier                           | Finalgegner    | Ergebnis |
| -------- | ---- | --------------------------------- | -------------- | -------- |
| Sieger   | 1984 | Maltesische Snooker-Meisterschaft | Alf Micallef   | 7:3      |
| Finalist | 1985 | Maltesische Snooker-Meisterschaft | Paul Mifsud    | 1:7      |
| Sieger   | 2009 | EBSA International Play-Off       | Roy Stolk      | 5:4      |
| Finalist | 2011 | 3 Kings Open                      | Dominic Dale   | 1:5      |
| Sieger   | 2012 | 3 Kings Open                      | Björn Haneveer | 5:3      |
| Finalist | 2013 | 3 Kings Open                      | Stephen Lee    | 4:5      |
| Finalist | 2014 | 3 Kings Open                      | Luca Brecel    | 4:5      |
| Sieger   | 2015 | 3 Kings Open                      | Luca Brecel    | 5:4      |
| Sieger   | 2016 | 3 Kings Open                      | Brian Cini     | 5:1      |

### Pool
Im Poolbillard zog Drago oder sein Team in insgesamt 14 Endspiele ein, die mehrheitlich zugunsten von Drago bzw. seinem Team ausgingen.

#### Einzelturniere
Bei insgesamt 12 Finalteilnahmen bei Einzel-Poolbillardturnieren konnte Drago fünf Mal gewinnen.
| Ergebnis | Jahr | Turnier                                                  | Finalgegner          | Ergebnis  |
| -------- | ---- | -------------------------------------------------------- | -------------------- | --------- |
| Sieger   | 2003 | World Pool Masters                                       | Hsia Hui-kai         | 8:6       |
| Finalist | 2005 | Austrian Open                                            | Markus Juva          | 7:9       |
| Finalist | 2006 | Swiss Open                                               | Jonni Fulcher        | 8:10      |
| Finalist | 2007 | Austria Open                                             | John Vassalos        | 9:10      |
| Finalist | 2007 | 8-Ball-Europameisterschaft                               | Oliver Ortmann       | 3:8       |
| Sieger   | 2008 | Predator International Championship                      | Francisco Bustamante | 10:9      |
| Sieger   | 2008 | Great Britain 9-Ball Tour (GB9) Southern Masters Pro Cup | Kevin Uzzell         | unbekannt |
| Sieger   | 2008 | French Open                                              | Christian Reimering  | 10:6      |
| Finalist | 2011 | Paris Open                                               | Nick van den Berg    | 8:11      |
| Finalist | 2014 | Deurne City Classic Dropout 9-Ball Challenge             | David Alcaide        | unbekannt |
| Sieger   | 2015 | GB9 Northern Masters Pro Cup                             | Imran Majid          | 11:5      |
| Finalist | 2015 | GB9 Midlands Classic Pro Cup                             | Michael Rhodes       | unbekannt |

#### Pool-Teamwettbewerbe

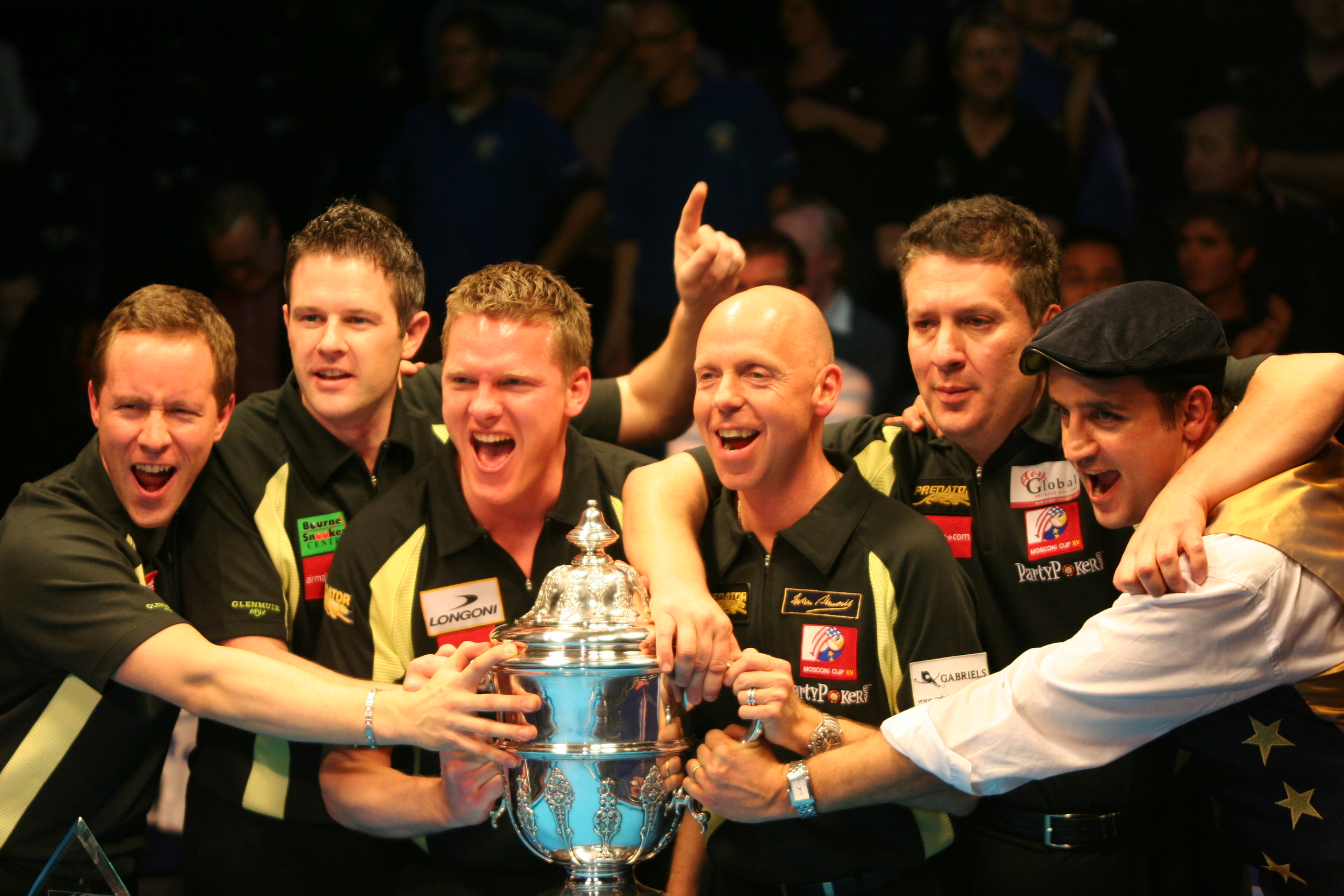
Siegerehrung beim Mosconi Cup 2008

Bei Teamwettbewerben im Poolbillard konnten Dragos Team zwei Endspiele erreichen und jeweils gewinnen.
| Ergebnis | Jahr | Turnier     | Teampartner                                                              | Gegner im Finale                                                                        | Endstand |
| -------- | ---- | ----------- | ------------------------------------------------------------------------ | --------------------------------------------------------------------------------------- | -------- |
| Sieger   | 2007 | Mosconi Cup | Johan Ruijsink Niels Feijen Daryl Peach Ralf Souquet Konstantin Stepanow | Kim Davenport Johnny Archer Shane van Boening Corey Deuel Rodney Morris Earl Strickland | 11:8     |
| Sieger   | 2008 | Mosconi Cup | Alex Lely Niels Feijen Mark Gray Mika Immonen Ralf Souquet               | Nick Varner Johnny Archer Shane van Boening Jeremy Jones Rodney Morris Earl Strickland  | 11:5     |